# Páramos (comarca)

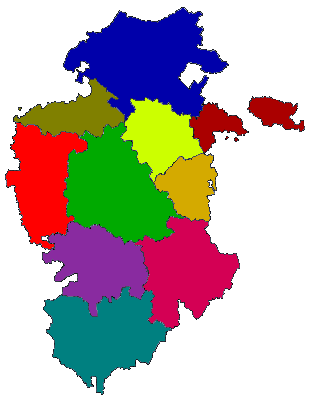
Mapa de las comarcas de Burgos.
Merindades
La Bureba
Ebro
Páramos
Odra y Pisuerga
Alfoz de Burgos
Montes de Oca
Arlanza
Sierra de la Demanda
Ribera del Duero

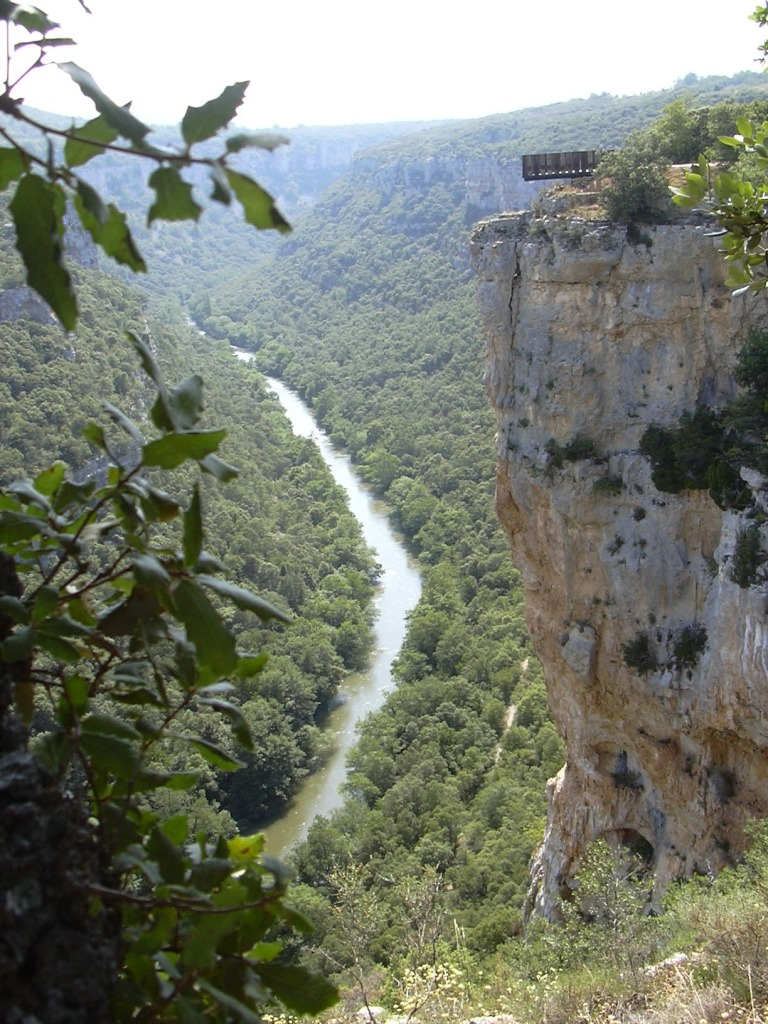
El cañón del Ebro cerca de Pesquera

Páramos es la denominación de una comarca  en  Castilla la Vieja, hoy comunidad autónoma de  Castilla y León, provincia de Burgos (España). Tiene una población de 1.746 habitantes a 1 de enero de 2024, según los datos del INE.

## Comarca
La comarca se configura como la agrupación voluntaria de municipios limítrofes con características geográficas, económicas, sociales e históricas afines. Podrá ser también circunscripción administrativa de la Junta de Castilla y León para el cumplimiento de sus fines.

## Rasgos geográficos
La Real Academia Española define el páramo como un lugar yermo, raso y desabrido. Efectivamente, la comarca así llamada sufre un invierno prolongado, que impone duras condiciones de vida durante gran parte del año.
La lluvia y la nieve caídas representan setecientos litros por metro cuadrado anuales, cantidad que recogen preferentemente el Rudrón, río que entrega sus caudales al Ebro en Valdelateja. Este río, famoso por sus truchas y cangrejos, ha ido horadando el roquedo del páramo, formando rincones de curiosas formas y colores.  Otros ríos de la comarca, ya en el sector de  Los páramos  y por lo tanto en la Cuenca del Duero, son el Úrbel, su afluente el Talamillo y el Odra.

Debe citarse el Valle del Rudrón, al ser el río Rudrón el colector de agua de casi toda la comarca. Es relevante señalar que el río Rudrón pertenece a la vertiente mediterránea tras desembocar en el río Ebro. Otros ríos muy próximos a esta comarca como el río Úrbel, río Odra y río Brullés pertenecen a la vertiente atlántica. Este rasgo es importante pues indica también ciertas características climáticas que se deben tener en cuenta.
- Protección ambiental

La importancia de este sector de los páramos a niveles faunístico y ambiental viene refrendada por diversas figuras de protección ambiental:
Las ZEPA y los LIC (Lugar de Importancia Comunitaria), la antesala de lo que en un futuro próximo se conocerán como ZEC (Zonas de Especial Conservación) forman parte de la RED NATURA 2000, atendiendo respectivamente a la Directiva Comunitaria 79/409/CEE, relativa a la Conservación de las Aves Silvestres, y a la directiva 92/43/CEE, sobre hábitats. Estos lugares protegidos son sitios privilegiados desde el punto de vista ambiental y pueden llegar a ser un importante motor de desarrollo socioeconómico para una comarca tan deprimida como ésta. La conservación de las aves en España y toda Europa depende, hoy en día de una adecuada gestión de las aéreas rurales, gestión a la que inexorablemente deberán destinarse fondos europeos, cada vez en mayor medida.       
- LIC denominado Humada - Peña Amaya, ZEPA denominada Humada - Peña Amaya y el LIC denominado Riberas del río Arlanzón y afluentes río Úrbel

- Especies por las que se declara ZEPA: alimoche, buitre leonado, aguilucho pálido, aguilucho cenizo y más de 268 catalogadas.

- Localidades de referencia: Humada, Basconcillos del Tozo, Rebolledo de la Torre, Úrbel del Castillo

Después del de la Sierra, el suelo de esta comarca es el más elevado de la provincia: muchos de sus pueblos superan los mil metros de altitud. Las mayores alturas son: Peña Amaya (1377 m), Peña Ulaña la máxima altitud se alcanza en el extremo oriental y recibe el nombre de Picacho Volantín (1226 m), Peña Otero (1205 m), Cofrecho (1116 m) y El Encinal (1048 m).
La comarca carece de ferrocarril atravesándola dos carreteras nacionales: N-623, de norte a sur y N-627 a punto de convertirse en autovía, de este a oeste.
El Espacio Natural de Hoces del Alto Ebro y Rudrón semeja un laberinto de roca, agua y verdor. La sucesión de cañones, parameras y loras definen el paisaje. 
La casa montañesa, con balcón o solana, comparte su protagonismo con la casa del páramo, de piedra y carácter cerrado.

## Relevancia histórica y referencias literarias
La zona fue habitada en los tiempos prerromanos por algunas tribus cántabras, como los morecanos. De hecho Amaya era su capital. El emperador Augusto, desde Segisama, aisló a aquellos guerreros con una cadena de fortalezas. Todo esto cambia con la reconquista, y uno de los caminos seguidos por los foramontanos, que descendían del Norte fue precisamente el río Ebro.
Con el tiempo, se formó una jurisdicción especial conocida como Villa y Honor de Sedano que abarcababa la zona este, mientras que el resto pertenecía a Villadiego en sus cuadrillas de Tozo, Amaya y Valdelucio.
Hijo ilustre de la comarca es del religioso y pedagogo Andrés Manjón, natural de Sargentes.

## Municipios

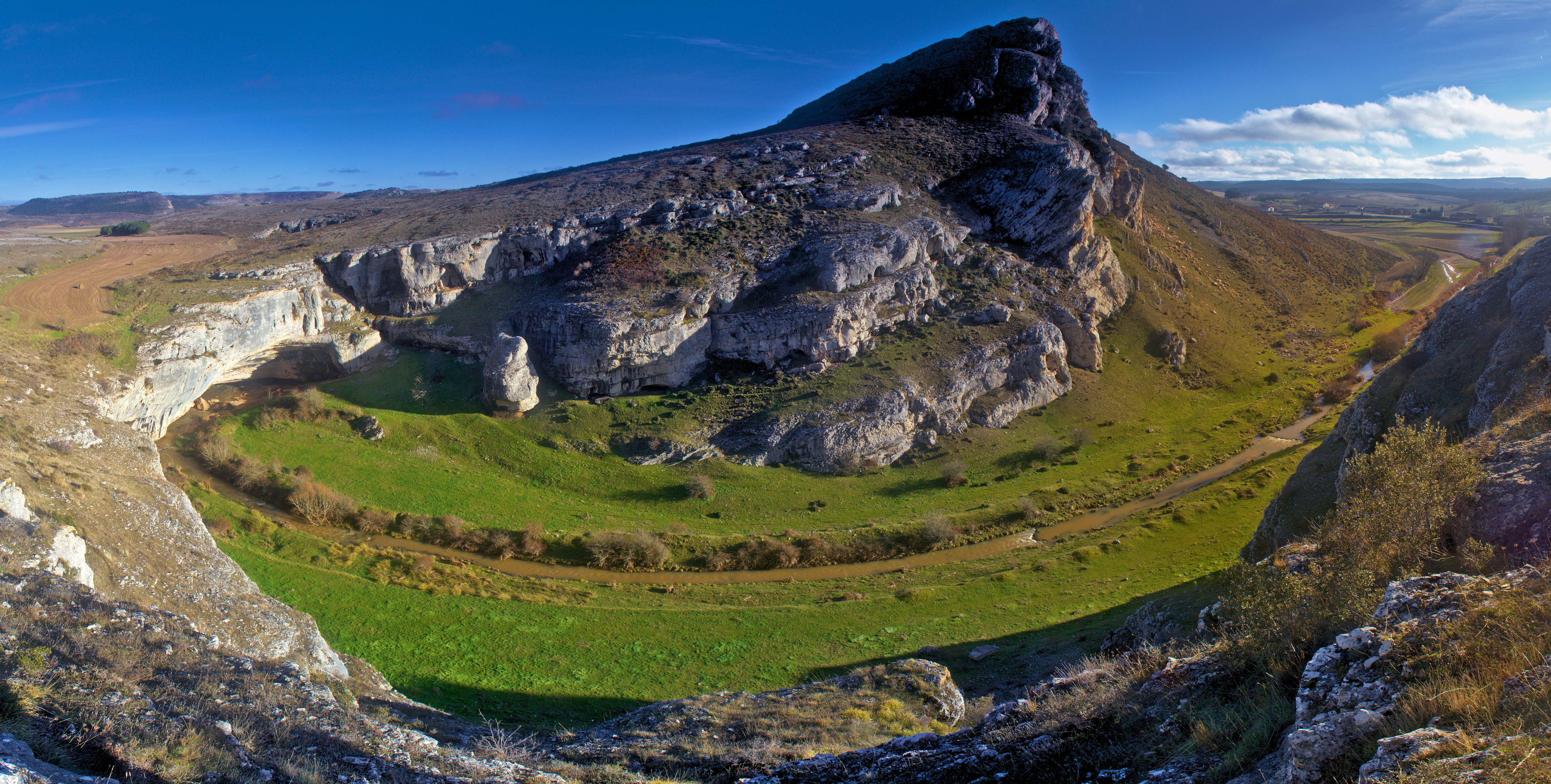
Cueva de Basconcillos del Tozo, en Burgos. El río Hurón se mueve en dirección derecha a izquierda en este valle, como se muestra en la imagen, introduciéndose en el sistema kárstico cuya entrada, que se conoce como Cueva de Basconcillos del Tozo, Cueva del Agua o Cueva de los Moros se observa a la izquierda. El río sale por la zona situada al fondo e izquierda de la imagen ya con el nombre de río Rudrón.

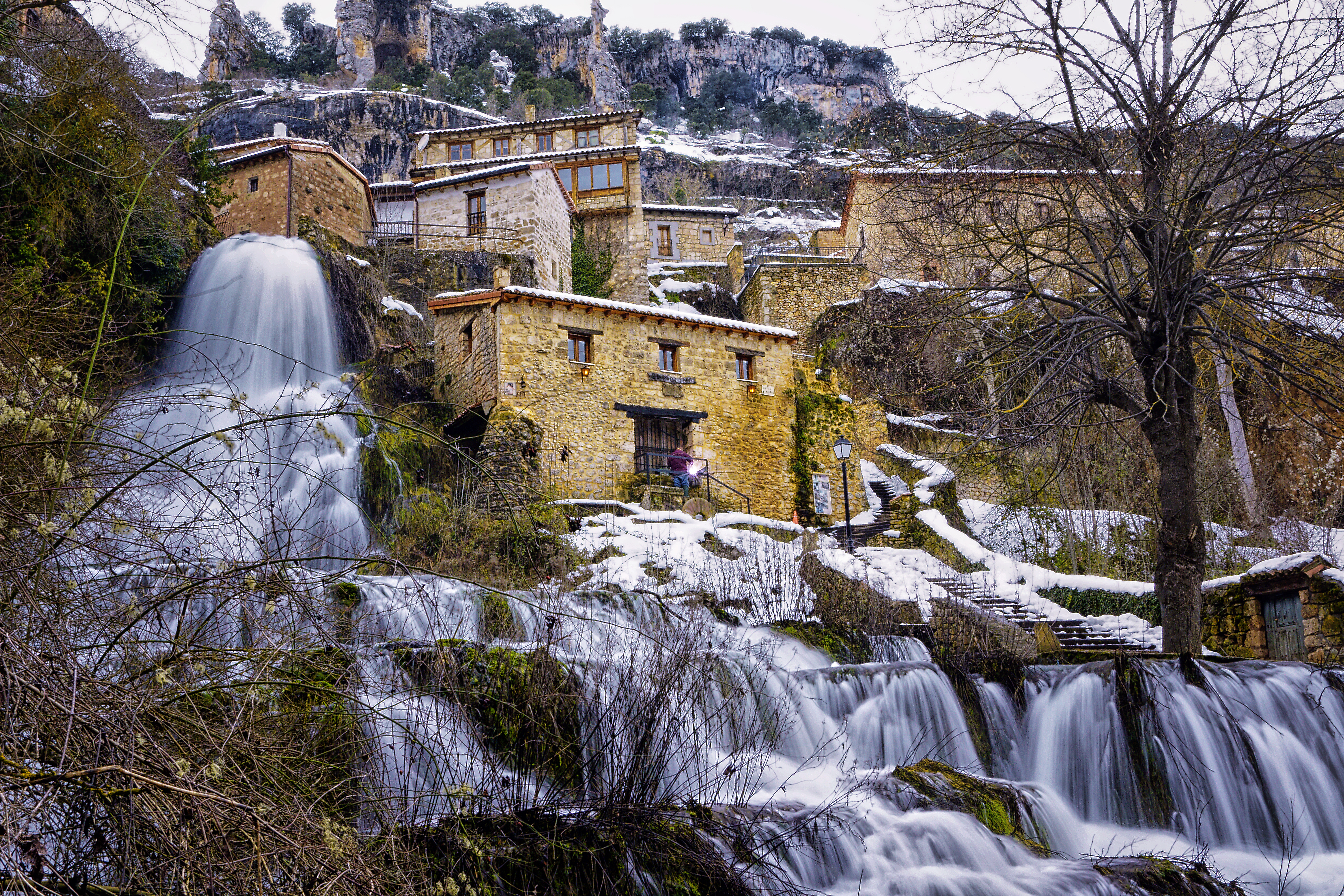
Orbaneja del Castillo.

- Sargentes de la Lora
- Basconcillos del Tozo
- Sedano
- Tubilla del Agua
- Rebolledo de la Torre
- Valle de Valdelucio
- Humada
- Úrbel del Castillo[1]
- Altos, Los[2]

## Entidades locales menores
| - Albacastro (Rebolledo de la Torre) - Arcellares (El Tozo) - Ahedo de Butrón (Los Altos) - Ayoluengo (Sargentes de La Lora) - Bañuelos del Rudrón (Tubilla del Agua) - Barrio Panizares (El Tozo) - Barrio-Lucio (el Valdelucio) - Basconcillos del Tozo (El Tozo) - Castrecias (Rebolledo de la Torre) - Cortiguera (Sedano) - Covanera (Tubilla del Agua) - Congosto (Humada) - Corralejo (el Valdelucio) - Cubillo del Butrón (Sedano) - Dobro (Los Altos) - Escalada (Sedano) - Escóbados de Abajo (Los Altos) - Escóbados de Arriba (Los Altos) - Escuderos (el Valdelucio) - Fuente Úrbel (El Tozo) | - Fuencaliente de Puerta (Humada) - Fuencaliente de Lucio (el Valdelucio - Fuenteodra (Humada) - Gredilla de Sedano (Sedano) - Hoyos del Tozo (El Tozo) - Huidobro (Los Altos) - La Piedra (El Tozo) - La Rad (El Tozo) - La Rebolleda (Rebolledo de la Torre) - La Nuez de Arriba (Úrbel del Castillo) - Los Ordejones (Humada) - Llanillo (el Valdelucio) - Moradillo del Castillo (Sargentes de la Lora) - Moradillo de Sedano (Sedano) - Mundilla (el Valdelucio) - Nidáguila (Sedano) - Nocedo (Sedano) - Orbaneja del Castillo (Sedano) - Ordejón de Abajo (Humada) - Ordejón de Arriba (Humada) - Pesadas de Burgos (Los Altos) | - Pesquera de Ebro (Sedano) - Prádanos del Tozo (El Tozo) - Porquera del Butrón (Los Altos) - Paul de Valdelucio (el Valdelucio) - Pedrosa de Valdelucio (el Valdelucio) - Quintana del Pino (Úrbel del Castillo) - Quintanas de Valdelucio (el Valdelucio) - Quintanaloma (Sedano) - Quintanilla-Colina (Los Altos) - Quintanilla Escalada (Sedano) - Rebolledo de la Torre - Rebolledo de Traspeña (Humada) - Renedo de La Escalera (el Valdelucio) - Riba de Valdelucio (el Valdelucio) - San Felices del Rudrón (Tubilla del Agua) - San Andrés de Montearados (Sargentes de la Lora) - Santa Coloma del Rudrón (Sargentes de La Lora) | - San Martín de Humada (Humada) - San Mamés de Abar (El Tozo) - Solanas de Valdelucio (el Valdelucio) - Tablada del Rudrón (Tubilla del Agua) - Talamillo del Tozo (El Tozo) - Trashaedo (El Tozo) - Terradillos de Sedano (Sedano) - Tubilla del Agua - Tubilleja del Ebro (Los Altos) - Tudanca (Los Altos) - Turzo (Sedano) - Úrbel del Castillo - Valdeajos (Sargentes de la Lora) - Valdelateja (Sedano) - Valtierra de Albacastro (Rebolledo de la Torre) - Villaescobedo (el Valdelucio) - Villaescusa del Butrón (Los Altos) - Villalta (Los Altos) - Villamartín de Villadiego (Humada) - Villela (Rebolledo de la Torre) |  |